# Такаґі Акіто
Такаґі Акіто (яп. 髙木 彰人; нар. 4 серпня 1997) — японський футболіст, що грав на позиції нападника.

## Клубна кар'єра
Протягом 2014–2019 років грав за команду «Ґамба Осака». З 2019 року захищає кольори «Монтедіо Ямагата».

## Кар'єра в збірній
З 2017 року залучався до складу молодіжної збірної Японії, з якою брав участь у молодіжних чемпіонатах світу 2017.